# محمد عبيد
الأميرالاى محمد بك عبيد (1842 - 1882) قائد عسكري مصري، كان أبرز المشاركين في الثورة العرابية حيث لعب دوراً كبير في الإفراج عن أحمد عرابي ورفاقه بعد القبض عليهم مما ساهم في تعزيز موقف وقوة عرابي وسط الجيش ودفعه للتوجه إلى ناظر الجهادية وتقديم مطالبه، كان أيضاً أبرز الداعمين لعرابي أثناء مقابلته للخديو توفيق لتقديم مطالب الشعب، كما شارك في معارك الدفاع عن مصر ضد الغزو الإنجليزي في معركة كفر الدوار ومعركة القصاصين ثم معركة التل الكبير عام 1882 التي أظهر فيها بسالة عالية وصمود حتى الرمق الأخير واستشهد تحت نيران المدافع.

## حياته
ولد في كفر الزيات بمحافظة الغربية من أب مصري و أم سودانية، التحق بالجيش المصري جندياً عادياً وشق طريقه وسط متاعب جمة ليثبت وجوده وكان مثل غيره من الجنود المصريين الذين ترقوا إلى رتبة الضباط، حتى وصل إلى رتبة البكباشي في آلاي السودان في مايو 1880.

## دوره
في عام 1881 كان ظباط الجيش المصرين ساخطون من تمييز الأتراك والجراكسة عنهم والذي يحصلون على الكثير من الترقيات والتكريم دون المصريين، كان عرابي والذي وصل لرتبة الأميرلاي أبرز المعارضين لهذا الوضع وبالفعل تقدموا بعريضة الى رئيس النظار ( الوزراء ) مصطفى رياض باشا بتكليف من مجموعة ضخمة من الضباط المصريين بالجيش للشكوى من سوء معاملة الضباط المصريين و تفضيل الضباط الجراكسة عليهم و طالبوا بعزل ناظر الجهادية و زيادة عدد افراد الجيش الى 18000 جندى.
أثارت العريضة دهشة النظارة من تجرأ الظباط المصريين وقرروا أعتقال عرابي ورفاقه وعقابهم لكي يكونوا عبرة وأرسل ناظر الجهادية دعوة للثلاثة بالحضور الى ديوان الجهادية بقصر النيل في صباح 2 ربيع اول 1298 \ أول فبراير 1881 للأحتفال بزفاف شقيقته جميلة هانم ورغم توقع أحمد عرابى و رفيقيه و زملائهم ان هناك مؤامرة ضدهم لكنهم بالفعل ذهبوا في الموعد الى ديوان الجهادية ليجدوه ممتلئ بجميع الجراكسة من رتبة الملازم فما فوقها الى رتبة الفريق من الباشوات و امراء العسكرية، ثم أنعقد المجلس و تلى عليهم الأمر الخديوى بتوقيفهم والقبض عليهم تمهيداً لمحاكمتهم وتم اقتيادهم الى السجن في ثكنات بقصر النيل، وهنا يأتي دور محمد عبيد حيث جمع جنوده وأورطته وتحرك عبر القاهرة و اقتحم ثكنات قصر النيل وأنقذ عرابى ورفاقه.
وعقب تولي عرابي نظارة الجهادية تم ترقية محمد عبيد إلى رتبة أميرلاي، وشارك في صفوف الجيش المصري لمقاومة الهجوم البريطاني على مصر عام 1882، وشارك في معارك كفر الدوار ثم معركة القصاصين، تعرض بعدها عرابي للمؤامرة والخيانة من أتباعه ورغم ثم حافظ محمد عبيد على ولاءه وصمد مع قواته في معركة التل الكبير، يقول الباحث المصري محمد حافظ دياب، في كتابه «انتفاضات أم ثورات في تاريخ مصر الحديث»: وفي هذه المعركة الختامية التي أنزلت الهزيمة بالجيش المصري بقيادة أحمد عرابي في التل الكبير، أعطت الرشاشات البريطانية الجديدة دعمها الأشد فعالية، بإطلاقها النيران بدقة كبيرة على الجيش المصري أينما كان عرضة لها، وظل أمير الآلاي محمد عبيد، على مدفعه حتى انصهر جسده، وتناثرت أشلاء جثته تحت سنابك الخيل، فلم يُعرف له قبر.

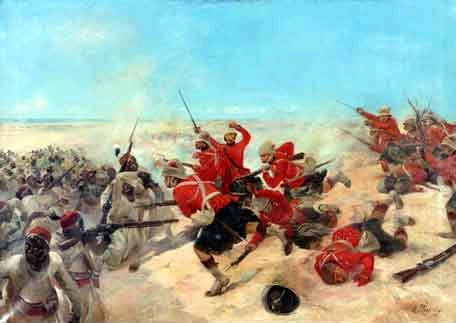
رسمة لمعركة التل الكبير عام 1882

## تخليد ذكراه
عقب وفاته في معركة التل الكبير تناقلت الناس قصص بطولاته وقصة قموده في المعركة لدرجة أنه تحول في الوجدان الشعبي إلى ولي من أولياء الله، وتناقل الأهالي أنهم شاهدوه حيًا يُرزق في الشام.
ظهرت شخصيته ضمن أحداث مسلسل واحة الغروب وهو مسلسل مأخوذ عن الرواية الشهيرة (واحة الغروب) لبهاء طاهر بنفس الاسم والتى فازت بجائزة البوكر العربية عام 2008.
أيضاً في قصيدته بعنوان «عظّم شهيدك» يقول الشاعر المصري فؤاد حداد عن محمد عبيد واصفاً بطولته:
والأمهات بحري البلاد تناديه.. دهب الحريم عيط علشان يفديه

لأجل الولاد خلي البطل يضرب.. يكسر صفوف الإنجليز يضرب

يا بنايين نضرب معاه الطوب.. الفجر لمحمد عبيد مكتوب

في الجنة عرض السيف مع دراعه.. الملحمة أخلد من التماثيل

كان حى ما له في الشجاعة مثيل.. كان جسم في تراب الوطن مثواه.